# クィントゥス・ミヌキウス・テルムス
クィントゥス・ミヌキウス・テルムス（ラテン語: Quintus Minucius Thermus、- 紀元前188年）は、共和政ローマのプレプス（平民）出身の政務官。紀元前193年にコンスル（執政官）を務めた。

## 出自
テルムスはプレプスであるミヌキウス氏族の出身である。ミヌキウス氏族の最初の執政官は紀元前305年のティベリウス・ミヌキウス・アウグリヌスであった。カピトリヌスのファスティによれば、父のプラエノーメン（第一名、個人名）はクィントゥス、祖父のプラエノーメンはルキウスであった。

## 経歴

### クルスス・ホノルム
その政治キャリアを通じて、スキピオ・アフリカヌスの派閥に属していたと考えられている。第二次ポエニ戦争終盤の紀元前202年、トリブヌス・ミリトゥム（高級士官）としてスキピオのアフリカ遠征軍に加わっていた。二度の戦闘でテムルスの活躍が触れられている。一度目はハンニバル軍に向かうカルタゴの補給部隊を拿捕した際で、敵兵4,000を殺害し4,000を捕虜としている。また、第二次ポエニ戦争を決定付けたザマの戦いでは、テムルスは分遣隊を率いてローマ軍左翼を守り、数に勝るカルタゴ軍を押し戻した。
紀元前201年、護民官に就任した。この年の執政官の一人であったグナエウス・コルネリウス・レントゥルスが、自身が最終的な勝利の栄誉を手にするためにスキピオをアフリカから引き上げさせようとしたため、同僚護民官のマニウス・アキリウス・グラブリオとこれを阻止し、カルタゴとの和平をプレプス民会で決議した（アキリウス・ミヌキウス法）。
紀元前198年、アエディリス・クルリス（上級按察官）に就任。紀元前197年にはカンパニアの植民地建設（プテオリ、ヴォルトゥルノ川とリテルヌス川の河口、サレルヌム、ブクセントゥム）のための三人委員会の一人に選ばれた。紀元前196年にプラエトル（法務官）に就任した。何れの職においても、同僚にはスキピオ派のティベリウス・センプロニウス・ロングスがいた。
プラエトルとして、ヒスパニア・キテリオル（近ヒスパニア）に赴任した。前任者のガイウス・センプロニウス・トゥディタヌスは現地部族との戦闘に敗北し、瀕死の重症を負っていた。テムルスは属州の軍備を1個ローマ軍団と同盟国軍（アウクシリア）9,000で補充・強化し、この兵力をもってトゥルダで勝利した。ティトゥス・リウィウスの簡素な記述から、このヒスパニアの反乱はブダルとベサディンという人物に率いられており、ブダルは捕虜となっている。ほかに12,000のヒスパニア兵が殺された。古代の歴史家が戦死者数を誇張しているとしても、この勝利は元老院が凱旋式を認めるに十分であり、ローマ市に戻った紀元前195年に実施している。
紀元前194年、カンパニア入植事業が完了した。この年の執政官はスキピオ・アフリカヌスとロングスであった。

### 執政官
翌紀元前193年、執政官に就任、同僚執政官はパトリキ（貴族）出身のルキウス・コルネリウス・メルラであった。リグリア軍が40,000の兵力でピサエを包囲したため支援に向かったが、数的劣勢のため野戦を挑まなかった。この作戦の途中では2度の困難に直面したが（一度はリグリア軍が野営地を包囲したとき、もう一度は行軍中に奇襲されたとき）、敗北は免れた。
紀元前192年、インペリウム（軍事指揮権）が延長され、ピサ周辺で勝利している。翌紀元前191年まで軍を指揮したが特筆すべき成功を収めることはできず、紀元前190年にはリグリア人との講和に成功し、軍団をプブリウス・コルネリウス・スキピオ・ナシカに引き渡した。
ローマ市に戻ると、元老院に再度の凱旋式の実施を求めたものの、アンティオコス3世とアエトリア同盟に勝利したグラブリオ（護民官の同期）は認められたが、テムルスは却下された。スキピオの政敵である大カトは、『虚偽の戦績について』『10人の人命について』という2つの弾劾演説の中で、彼の勝利は誇張であり、同盟国民や属州民を不当に取り扱ったと告発した。歴史学者は、紀元前189年のケンソル（監察官）選挙に立候補させないために、カトがこの攻撃を行ったと考えている。グラブリオもカトに弾劾され、ケンソルを断念している。

### その後
紀元前189年、グナエウス・マンリウス・ウルソを補佐してアンティオコスとの講和を結び、小アジアの問題を解決するための10人委員会に選ばれた。講和条件はタウロス以西のアジアを放棄し、ローマに賠償金を支払い、戦象をローマに引渡し、保有する軍艦を10隻に制限され、人質を出すことであった（アパメイアの和約）。紀元前188年、ウルソの兄弟と共に派遣され、アンティオコスに条約を批准させたが、帰途トラキアで地元の部族に襲撃され、死亡した。

## 子孫
おそらくテムルスの息子はルキウス・ミヌキスス・テムルスであり、紀元前182年と紀元前178年にレガトゥス（軍団副官）を務め、紀元前154年にはエジプトへ外交使節として派遣されている。

## 参考資料

### 古代の資料
- アッピアノス『ローマ史』
- カピトリヌスのファスティ
- ティトゥス・リウィウス『ローマ建国史』
- ポリュビオス『歴史』
- セクストゥス・ユリウス・フロンティヌス『戦略論』

### 研究書
- Kvashnin V. "State and legal activity of Marcus Portius Cato the Elder." - Vologda: Russia, 2004. - 132 p.
- Klimov O. "The Pergamum Kingdom. Problems of political history and state structure." - St. Petersburg. : Nestor-History, 2010. - 400 with. - ISBN 978-5-98187-475-8 .
- Trukhina N. "Politics and politics of the "golden age" of the Roman Republic." - M .: Publishing house of the Moscow State University, 1986. - 184 p.
- Broughton R. "Magistrates of the Roman Republic." - New York, 1951. - Vol. 1. - P. 600.
- Münzer F. "Minucius" // Paulys Realencyclopädie der classischen Altertumswissenschaft . - 1932. - Bd. XV. - Kol. 1937-1939.
- Münzer F. "Minucius 63" // Paulys Realencyclopädie der classischen Altertumswissenschaft . - 1932. - Bd. XV. - Kol. 1966.
- Münzer F. "Minucius 65" // Paulys Realencyclopädie der classischen Altertumswissenschaft . - 1932. - Bd. XV. - Kol. 1967-1971.
- Giovanni Rotondi (1912). Leges publicae populi romani. Società Editrice Libraria
- R. E. Smith (1940). “Cato Censorius”. Greece & Rome (The Cambridge University Press) 9 (27):  150-165. JSTOR 641153.